# Vienna Bend
Vienna Bend ist eine Siedlung auf gemeindefreiem Gebiet im Natchitoches Parish im US-amerikanischen Bundesstaat Louisiana. Zu statistischen Zwecken ist der Ort zu einem Census-designated place (CDP) zusammengefasst worden. Das U.S. Census Bureau hat bei der Volkszählung 2020 eine Einwohnerzahl von 1.314 ermittelt.

## Geografie
Vienna Bend liegt im mittleren Nordwesten Louisianas am Red River, einem rechten Nebenfluss des Mississippi.
Die geografischen Koordinaten von Vienna Bend sind 31°43′57″ nördlicher Breite und 93°02′28″ westlicher Länge. Das Ortsgebiet erstreckt sich über eine Fläche von 5,71 km².
Das Zentrum von Natchitoches liegt 6,6 km nordwestlich. Weitere Nachbarorte von Vienna Bend sind Clarence (18,7 km nördlich) und Natchez (9 km südlich).
Die nächstgelegenen größeren Städte sind Shreveport (129 km nordwestlich), Arkansas’ Hauptstadt Little Rock (406 km nördlich), Mississippis Hauptstadt Jackson (347 km ostnordöstlich), Louisianas Hauptstadt Baton Rouge (290 km südöstlich), Louisianas größte Stadt New Orleans (406 km in der gleichen Richtung), Lafayette (228 km südsüdöstlich), Texas’ größte Stadt Houston (373 km südwestlich) und Dallas (416 km westnordwestlich).

## Verkehr
Der Louisiana Highway 494 verläuft in Nordwest-Südost-Richtung als Hauptstraße durch Vienna Bend. Alle weiteren Straßen sind untergeordnete Landstraßen, teils unbefestigte Fahrwege sowie innerörtliche Verbindungsstraßen.
Mit dem Natchitoches Regional Airport befindet sich 8 km westlich ein kleiner Flugplatz für die Allgemeine Luftfahrt und den Lufttaxiverkehr. Die nächsten Verkehrsflughäfen sind der Alexandria International Airport (82 km südöstlich) und der Shreveport Regional Airport (132 km nordwestlich).

## Bevölkerung
Nach der Volkszählung im Jahr 2010 lebten in Vienna Bend 1251 Menschen in 419 Haushalten. Die Bevölkerungsdichte betrug 219,1 Einwohner pro Quadratkilometer. In den 419 Haushalten lebten statistisch je 2,99 Personen.
Ethnisch betrachtet setzte sich die Bevölkerung zusammen aus 47,6 Prozent Weißen, 46,5 Prozent Afroamerikanern, 0,8 Prozent amerikanischen Ureinwohnern, 0,3 Prozent Asiaten, 0,1 Prozent Polynesiern sowie 2,3 Prozent aus anderen ethnischen Gruppen; 2,3 Prozent stammten von zwei oder mehr Ethnien ab. Unabhängig von der ethnischen Zugehörigkeit waren 1,6 Prozent der Bevölkerung spanischer oder lateinamerikanischer Abstammung.
34,4 Prozent der Bevölkerung waren unter 18 Jahre alt, 60,2 Prozent waren zwischen 18 und 64 und 5,4 Prozent waren 65 Jahre oder älter. 51,1 Prozent der Bevölkerung waren weiblich.
Im Jahr 2013 lag das mittlere jährliche Einkommen eines Haushalts lag bei 32.857 USD. Das Pro-Kopf-Einkommen betrug 21.630 USD. 29,3 Prozent der Einwohner lebten unterhalb der Armutsgrenze.